# Smyków
Smyków è un comune rurale polacco del distretto di Końskie, nel voivodato della Santacroce.
Ricopre una superficie di 62,11 km² e nel 2004 contava 3 681 abitanti.